# NGC 5538
NGC 5538 é uma galáxia espiral (Scd) localizada na direcção da constelação de Boötes. Possui uma declinação de +07° 28' 34" e uma ascensão recta de 14 horas, 17 minutos e 42,4 segundos.
A galáxia NGC 5538 foi descoberta em 6 de Março de 1851 por William Parsons.